# 小行星列表/118901-119000
| 名稱                | 臨時編號   | 發現日期       | 發現地點   | 發現者                         |
| ------------------- | ---------- | -------------- | ---------- | ------------------------------ |
| 小行星118901        | 2000 UH67  | 2000年10月25日 | 索科罗     | 林肯近地小行星研究小组         |
| 小行星118902        | 2000 UU67  | 2000年10月25日 | 索科罗     | 林肯近地小行星研究小组         |
| 小行星118903        | 2000 US72  | 2000年10月25日 | 索科罗     | 林肯近地小行星研究小组         |
| 小行星118904        | 2000 UT86  | 2000年10月31日 | 索科罗     | 林肯近地小行星研究小组         |
| 小行星118905        | 2000 UM87  | 2000年10月31日 | 索科罗     | 林肯近地小行星研究小组         |
| 小行星118906        | 2000 UE93  | 2000年10月25日 | 索科罗     | 林肯近地小行星研究小组         |
| 小行星118907        | 2000 UJ95  | 2000年10月25日 | 索科罗     | 林肯近地小行星研究小组         |
| 小行星118908        | 2000 UA98  | 2000年10月25日 | 索科罗     | 林肯近地小行星研究小组         |
| 小行星118909        | 2000 UE106 | 2000年10月30日 | 索科罗     | 林肯近地小行星研究小组         |
| 小行星118910        | 2000 UR111 | 2000年10月29日 | 基特峰     | 太空监视                       |
| 小行星118911        | 2000 VL2   | 2000年11月1日  | 索科罗     | 林肯近地小行星研究小组         |
| 小行星118912        | 2000 VN16  | 2000年11月1日  | 索科罗     | 林肯近地小行星研究小组         |
| 小行星118913        | 2000 VM18  | 2000年11月1日  | 索科罗     | 林肯近地小行星研究小组         |
| 小行星118914        | 2000 VV18  | 2000年11月1日  | 索科罗     | 林肯近地小行星研究小组         |
| 小行星118915        | 2000 VM25  | 2000年11月1日  | 索科罗     | 林肯近地小行星研究小组         |
| 小行星118916        | 2000 VR25  | 2000年11月1日  | 索科罗     | 林肯近地小行星研究小组         |
| 小行星118917        | 2000 VU26  | 2000年11月1日  | 索科罗     | 林肯近地小行星研究小组         |
| 小行星118918        | 2000 VY26  | 2000年11月1日  | 索科罗     | 林肯近地小行星研究小组         |
| 小行星118919        | 2000 VR27  | 2000年11月1日  | 索科罗     | 林肯近地小行星研究小组         |
| 小行星118920        | 2000 VH31  | 2000年11月1日  | 索科罗     | 林肯近地小行星研究小组         |
| 小行星118921        | 2000 VP45  | 2000年11月2日  | 索科罗     | 林肯近地小行星研究小组         |
| 小行星118922        | 2000 VE48  | 2000年11月2日  | 索科罗     | 林肯近地小行星研究小组         |
| 小行星118923        | 2000 VM51  | 2000年11月3日  | 索科罗     | 林肯近地小行星研究小组         |
| 小行星118924        | 2000 VG53  | 2000年11月3日  | 索科罗     | 林肯近地小行星研究小组         |
| 小行星118925        | 2000 VH59  | 2000年11月6日  | 索科罗     | 林肯近地小行星研究小组         |
| 小行星118926        | 2000 VT59  | 2000年11月1日  | 基特峰     | 太空监视                       |
| 小行星118927        | 2000 WQ2   | 2000年11月19日 | 基特峰     | 太空监视                       |
| 小行星118928        | 2000 WB3   | 2000年11月19日 | 索科罗     | 林肯近地小行星研究小组         |
| 小行星118929        | 2000 WK5   | 2000年11月19日 | 索科罗     | 林肯近地小行星研究小组         |
| 小行星118930        | 2000 WB8   | 2000年11月20日 | 索科罗     | 林肯近地小行星研究小组         |
| 小行星118931        | 2000 WD21  | 2000年11月24日 | 普賢山     | Y.-B. Jeon、B.-C. Lee          |
| 小行星118932        | 2000 WC24  | 2000年11月20日 | 索科罗     | 林肯近地小行星研究小组         |
| 小行星118933        | 2000 WA27  | 2000年11月26日 | 埃洛伊     | 杨光宇                         |
| 小行星118934        | 2000 WG31  | 2000年11月20日 | 索科罗     | 林肯近地小行星研究小组         |
| 小行星118935        | 2000 WE42  | 2000年11月21日 | 索科罗     | 林肯近地小行星研究小组         |
| 小行星118936        | 2000 WT43  | 2000年11月21日 | 索科罗     | 林肯近地小行星研究小组         |
| 小行星118937        | 2000 WT46  | 2000年11月21日 | 索科罗     | 林肯近地小行星研究小组         |
| 小行星118938        | 2000 WM47  | 2000年11月21日 | 索科罗     | 林肯近地小行星研究小组         |
| 小行星118939        | 2000 WL51  | 2000年11月27日 | 基特峰     | 太空监视                       |
| 小行星118940        | 2000 WH58  | 2000年11月21日 | 索科罗     | 林肯近地小行星研究小组         |
| 小行星118941        | 2000 WW60  | 2000年11月21日 | 索科罗     | 林肯近地小行星研究小组         |
| 小行星118942        | 2000 WK62  | 2000年11月23日 | 海勒卡拉   | 近地小行星追踪                 |
| 小行星118943        | 2000 WF67  | 2000年11月26日 | 索科罗     | 林肯近地小行星研究小组         |
| 小行星118944        | 2000 WU67  | 2000年11月20日 | 可可尼诺县 | 洛厄尔天文台近地小行星搜寻计划 |
| 小行星118945Rikhill | 2000 WS68  | 2000年11月29日 | 谢拉维斯塔 | J. Medkeff                     |
| 小行星118946        | 2000 WQ69  | 2000年11月19日 | 索科罗     | 林肯近地小行星研究小组         |
| 小行星118947        | 2000 WV69  | 2000年11月19日 | 索科罗     | 林肯近地小行星研究小组         |
| 小行星118948        | 2000 WN83  | 2000年11月20日 | 索科罗     | 林肯近地小行星研究小组         |
| 小行星118949        | 2000 WM88  | 2000年11月20日 | 索科罗     | 林肯近地小行星研究小组         |
| 小行星118950        | 2000 WG89  | 2000年11月21日 | 索科罗     | 林肯近地小行星研究小组         |
| 小行星118951        | 2000 WU89  | 2000年11月21日 | 索科罗     | 林肯近地小行星研究小组         |
| 小行星118952        | 2000 WA92  | 2000年11月21日 | 索科罗     | 林肯近地小行星研究小组         |
| 小行星118953        | 2000 WN94  | 2000年11月21日 | 索科罗     | 林肯近地小行星研究小组         |
| 小行星118954        | 2000 WR99  | 2000年11月21日 | 索科罗     | 林肯近地小行星研究小组         |
| 小行星118955        | 2000 WU100 | 2000年11月21日 | 索科罗     | 林肯近地小行星研究小组         |
| 小行星118956        | 2000 WA103 | 2000年11月26日 | 索科罗     | 林肯近地小行星研究小组         |
| 小行星118957        | 2000 WE115 | 2000年11月20日 | 索科罗     | 林肯近地小行星研究小组         |
| 小行星118958        | 2000 WR121 | 2000年11月26日 | 索科罗     | 林肯近地小行星研究小组         |
| 小行星118959        | 2000 WO124 | 2000年11月19日 | 索科罗     | 林肯近地小行星研究小组         |
| 小行星118960        | 2000 WQ124 | 2000年11月20日 | 索科罗     | 林肯近地小行星研究小组         |
| 小行星118961        | 2000 WO125 | 2000年11月29日 | 索科罗     | 林肯近地小行星研究小组         |
| 小行星118962        | 2000 WK129 | 2000年11月19日 | 基特峰     | 太空监视                       |
| 小行星118963        | 2000 WY132 | 2000年11月19日 | 索科罗     | 林肯近地小行星研究小组         |
| 小行星118964        | 2000 WW133 | 2000年11月19日 | 索科罗     | 林肯近地小行星研究小组         |
| 小行星118965        | 2000 WA138 | 2000年11月21日 | 索科罗     | 林肯近地小行星研究小组         |
| 小行星118966        | 2000 WJ141 | 2000年11月19日 | 索科罗     | 林肯近地小行星研究小组         |
| 小行星118967        | 2000 WL144 | 2000年11月21日 | 索科罗     | 林肯近地小行星研究小组         |
| 小行星118968        | 2000 WP150 | 2000年11月19日 | 索科罗     | 林肯近地小行星研究小组         |
| 小行星118969        | 2000 WC156 | 2000年11月30日 | 索科罗     | 林肯近地小行星研究小组         |
| 小行星118970        | 2000 WE160 | 2000年11月20日 | 基特峰     | 太空监视                       |
| 小行星118971        | 2000 WR162 | 2000年11月20日 | 可可尼诺县 | 洛厄尔天文台近地小行星搜寻计划 |
| 小行星118972        | 2000 WV171 | 2000年11月25日 | 索科罗     | 林肯近地小行星研究小组         |
| 小行星118973        | 2000 WD173 | 2000年11月25日 | 可可尼诺县 | 洛厄尔天文台近地小行星搜寻计划 |
| 小行星118974        | 2000 WU173 | 2000年11月26日 | 索科罗     | 林肯近地小行星研究小组         |
| 小行星118975        | 2000 WB180 | 2000年11月27日 | 索科罗     | 林肯近地小行星研究小组         |
| 小行星118976        | 2000 WL181 | 2000年11月30日 | 可可尼诺县 | 洛厄尔天文台近地小行星搜寻计划 |
| 小行星118977        | 2000 WQ183 | 2000年11月21日 | 上普罗旺斯 | Haute Provence                 |
| 小行星118978        | 2000 WW196 | 2000年11月20日 | 索科罗     | 林肯近地小行星研究小组         |
| 小行星118979        | 2000 XM6   | 2000年12月1日  | 索科罗     | 林肯近地小行星研究小组         |
| 小行星118980        | 2000 XC11  | 2000年12月1日  | 索科罗     | 林肯近地小行星研究小组         |
| 小行星118981        | 2000 XS13  | 2000年12月4日  | 索科罗     | 林肯近地小行星研究小组         |
| 小行星118982        | 2000 XK14  | 2000年12月5日  | 小田郡     | 美星小行星追蹤望遠鏡           |
| 小行星118983        | 2000 XB19  | 2000年12月4日  | 索科罗     | 林肯近地小行星研究小组         |
| 小行星118984        | 2000 XC21  | 2000年12月4日  | 索科罗     | 林肯近地小行星研究小组         |
| 小行星118985        | 2000 XW26  | 2000年12月4日  | 索科罗     | 林肯近地小行星研究小组         |
| 小行星118986        | 2000 XM30  | 2000年12月4日  | 索科罗     | 林肯近地小行星研究小组         |
| 小行星118987        | 2000 XZ41  | 2000年12月5日  | 索科罗     | 林肯近地小行星研究小组         |
| 小行星118988        | 2000 XS44  | 2000年12月5日  | 索科罗     | 林肯近地小行星研究小组         |
| 小行星118989        | 2000 XO47  | 2000年12月4日  | 索科罗     | 林肯近地小行星研究小组         |
| 小行星118990        | 2000 XW48  | 2000年12月4日  | 索科罗     | 林肯近地小行星研究小组         |
| 小行星118991        | 2000 YC5   | 2000年12月19日 | 索科罗     | 林肯近地小行星研究小组         |
| 小行星118992        | 2000 YW6   | 2000年12月20日 | 索科罗     | 林肯近地小行星研究小组         |
| 小行星118993        | 2000 YL12  | 2000年12月22日 | 奥德热幽夫 | P. Kušnirák、P. Pravec         |
| 小行星118994        | 2000 YS28  | 2000年12月28日 | 索科罗     | 林肯近地小行星研究小组         |
| 小行星118995        | 2000 YH34  | 2000年12月28日 | 索科罗     | 林肯近地小行星研究小组         |
| 小行星118996        | 2000 YF38  | 2000年12月30日 | 索科罗     | 林肯近地小行星研究小组         |
| 小行星118997        | 2000 YU39  | 2000年12月30日 | 索科罗     | 林肯近地小行星研究小组         |
| 小行星118998        | 2000 YC40  | 2000年12月30日 | 索科罗     | 林肯近地小行星研究小组         |
| 小行星118999        | 2000 YJ51  | 2000年12月30日 | 索科罗     | 林肯近地小行星研究小组         |
| 小行星119000        | 2000 YV55  | 2000年12月30日 | 索科罗     | 林肯近地小行星研究小组         |